# Velilla de San Antonio
Velilla de San Antonio ist eine zentralspanische Gemeinde (municipio) mit 14.003 Einwohnern (Stand: 2024) im Osten der Autonomen Gemeinschaft Madrid. 

## Lage
Der größte Teil des Gemeindegebiets liegt im fruchtbaren Tiefland des Jarama, innerhalb des Schutzgebiets des Regionalparks Südost. Sie grenzt an Mejorada del Campo, Loeches, Arganda del Rey und Rivas-Vaciamadrid. Auf dem Gemeindegebiet befinden sich drei Gewerbegebiete. In einem Teil der Gemeinde wurden Getreide sowie Obst- und Gemüseanbau betrieben.

## Bevölkerungsentwicklung
| 1842 | 1900 | 1950 | 1981  | 1991  | 2001  | 2011   |
| ---- | ---- | ---- | ----- | ----- | ----- | ------ |
| 292  | 565  | 806  | 1.546 | 2.344 | 8.202 | 11.874 |

## Geschichte
Die Untersuchung verschiedener archäologischer Stätten in diesem Bereich des Jarama-Tals zeigt, dass das heutige Velilla de San Antonio mindestens seit der zweiten Hälfte des 1. Jahrhunderts n. Chr. ein stabil bewohntes Gebiet ist. In den letzten Jahren des 20. Jahrhunderts wurden mehrere neue Siedlungen gebaut, wodurch die Gemeinde ein Vorort von Madrid wurde.